# Глыбочено
Глыбо́чено (Глубочино; бел. Глыбо́чына) — озеро в Россонском районе Витебской области Белоруссии. Относится к бассейну реки Дрисса.

## Описание
Озеро Глыбочено располагается в 14 км к юго-востоку от городского посёлка Россоны, в 2 км к западу от деревни Триполье, посреди лесного массива.
Площадь зеркала составляет 0,22 км². Длина озера — 0,9 км, наибольшая ширина — 0,32 км. Длина береговой линии — 2,98 км. Наибольшая глубина — 4,5 м, средняя — 2,9 м. Объём воды в озере — 0,63 млн м³. Площадь водосбора — 1 км².
Котловина остаточного типа, вытянутая с севера на юг. Склоны пологие, песчаные, покрытые лесом. Высота склонов — до 2 м, на севере до 4 м. Береговая линия слабоизвилистая.В южной части присутствует небольшой залив. Берега высотой до 0,5 м, торфяные, заболоченные, поросшие лесом и кустарником.
За исключением залива в южной части озера, мелководье узкое. Глубины до 2 м занимают 27 % водоёма. Глубже дно плоское, покрытое слоем тонкодетритового сапропеля средней мощностью 6,9 м. Вдоль восточного берега проходит песчаная полоса.
Вода отличается весьма низким уровнем минерализации (32—37 мг/л). Прозрачность составляет 1,1 м. Водоём является дистрофным.
С северо-востока к озеру подходит мелиорационная канава. Из юго-восточной части вытекает ручей, впадающий в озеро Семененки.
Надводная растительность образует полосу шириной 15—30 м. Подводная растительность отсутствует. В воде обитают карась, окунь, щука, плотва.